# Oskar Pank

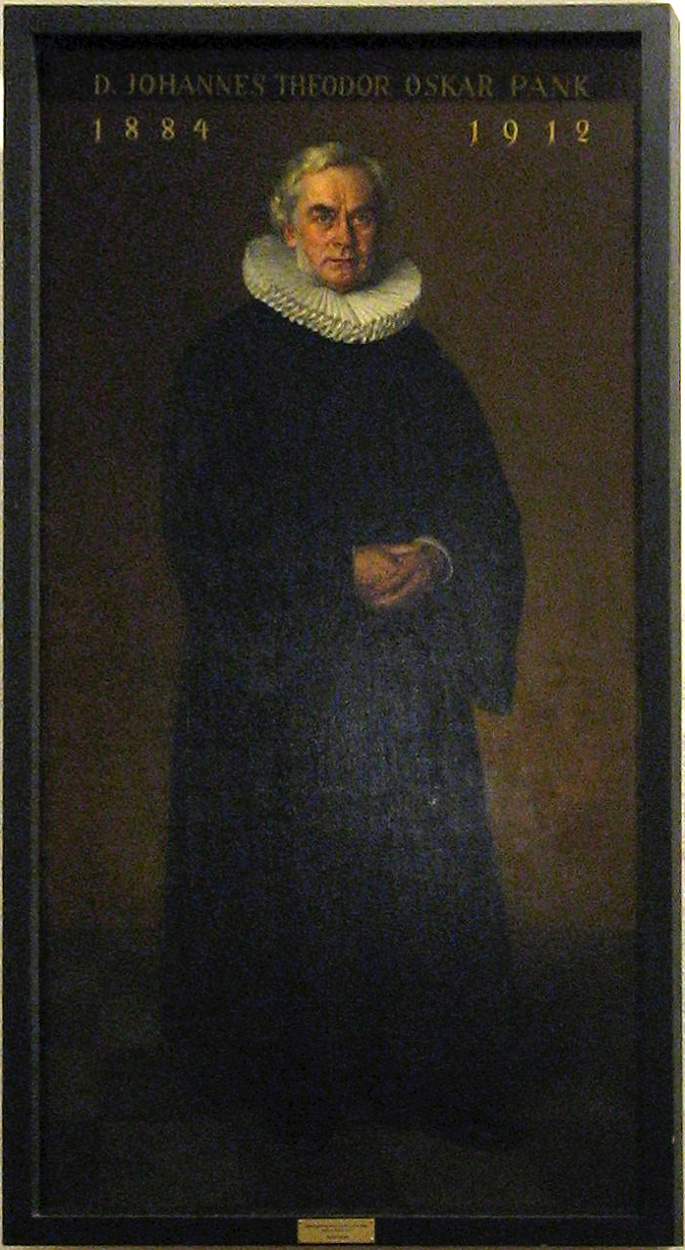
Oskar Pank auf einem Gemälde von Georg Papperitz in der Leipziger Thomaskirche

Johannes Theodor Oskar Pank (* 2. Mai 1838 in Leuthen; † 14. April 1928 in Schachen/Bodensee) war ein deutsch-sorbischer evangelisch-lutherischer Theologe.

## Leben und Wirken
Der Sohn des sorbischen Pfarrers Christian (Kito) Pank (1808–1895) und dessen Ehefrau Selma geb. Bähr (1812–1895) besuchte das Gymnasium in Cottbus, wo ihm die mündliche Abiturprüfung wegen ausgezeichneter Leistungen erlassen wurde. Er studierte an den Universitäten Halle und Berlin evangelische Theologie. Während seines Studiums wurde er 1856 Mitglied der Schwarzburgbund-Verbindung Tuiskonia Halle. 1861 berief ihn die Kirche der Altpreußischen Union in das Pfarramt von Schorbus (Skjarbošc, heute Ortsteil von Drebkau) im Spreewald, wo er sowohl auf Deutsch als auch auf Sorbisch predigte. 
1869 wurde er als Pfarrer der neu errichten Kirche der Golgatha-Gemeinde in Berlin berufen, wo er 2.000 Menschen seelsorgerisch zu betreuen hatte. 1878 wurde er an die Berliner Dreifaltigkeitskirche berufen und gleichzeitig zum Superintendenten der Diözese (Kirchenkreis) Friedrichswerder befördert. In dieser Zeit wurde er persönlicher Beichtvater des deutschen Reichskanzlers Otto von Bismarck, dessen Wohnhaus in diesem Bezirk lag.
Auf Bemühen des Leipziger Oberbürgermeisters Otto Georgi wurde er 1882 Nachfolger des Predigers Friedrich Ahlfeld an der Leipziger Nikolaikirche. Bereits zwei Jahre später wurde er zum Ersten Pfarrer der dortigen Thomaskirche und zum Superintendenten von Leipzig befördert. Von Amts wegen war er Abgeordneter in der I. Kammer des Sächsischen Landtags, in der er die evangelische Landeskirche neben dem Oberhofprediger repräsentierte. In einer Landtagsdebatte zur Wendenfrage verteidigte er 1896 vehement die sorbische Sprache und forderte, dass weiterhin der sorbischen Sprache mächtige Pfarrer benötigt werden.
Pank gilt als eifriger Förderer des Kirchenbaus und der Gründung neuer Kirchgemeinden in der Ende des 19. Jahrhunderts sprunghaft wachsenden Stadt. Ebenso initiierte er die Einführung von Kindergottesdiensten und den Bau des Diakonissenmutterhauses 1890 und des Diakonissenkrankenhauses. 
Von 1900 bis 1908 war er Vorsitzender der Gustav-Adolf-Stiftung. Bis zu seiner Emeritierung am 1. Juni 1912 blieb der Geheime Rat Pank der Stadt Leipzig treu, obwohl ihm unter anderem das Angebot vorlag, das Amt des Generalsuperintendenten von Magdeburg antreten zu können.
Für sein Wirken würdigte die Stadt Leipzig Pank 1909 mit der Zuerkennung der Ehrenbürgerwürde.

## Werke
- Die grossen Städte und das Evangelium. Vortrag auf dem XVIII. Congresse für innere Mission in Danzig am 7. Sept. 1876 gehalten. Hamburg 1876.
- Das zeitliche Leben im Lichte des ewigen Wortes. Berlin 1879.
- Aus der Chronik des Spreewaldes. 1883.
- Predigten, gehalten in der St. Nikolaikirche zu Leipzig. Berlin 1884.
- Das Evangelium Matthäi in Predigten und Homilien ausgelegt. 2 Bände. Bremen, Leipzig 1889–1891.
- Bismarckbüchlein. Bielefeld, Leipzig 1885.
- Zur Erinnerung an D. Gustav Adolf Fricke. 1908.
- Ich schäme mich des Evangeliums von Christo nicht. Ein Jahrgang Predigten. Halle 1910.
- Unsre Kriegsandachten am Sonntag, am Morgen und am Abend, zu Weihnachten, Sylvester und Neujahr, und bei besonderen Anlässen, in der Kriegszeit 1915/16. Leipzig, Reichenbach 1915.
- Oskar Pank (Hrsg.): Im Bismarckschen Hause: Erinnerungen. 1929.